# 臂展

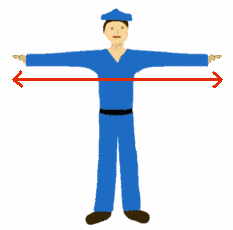
臂展示意圖

臂展是人的身體形態指標之一。在測量臂展前，一个人的兩個手臂要抬起來，与肩同高，與身體呈90°角，而且要与地面平行。之後再測量手臂的一端（從手指指尖開始算起）到另一個手臂的另一端的长度，這就是臂展的長度。臂展的長度通常与人的身高非常接近，所以有人試圖通过臂展來预测身高，不過這樣做的話必须考虑年龄、性别和种族等因素。 
如果人的身高萎縮，会导致臂展与身高的比率增大，所以如果一個人的臂展与身高比率较大，這個人可能就患有某種疾病。